# Анфилада
Анфила́да (фр. enfilade от enfiler — «нанизывать на нитку» или от a’ la file — «один за другим») — ряд последовательно примыкающих друг к другу пространственных элементов (помещений, дворов, градостроительных пространств), проёмы которых расположены на одной продольной оси. Анфиладные помещения, как правило, соединяются дверными проёмами, раскрывающими глубокую перспективу. Для усиления производимого эффекта в торце анфилады нередко размещалось зеркало или специально подобранная картина.
Анфиладная планировка интерьеров характерна для архитектуры классицизма и барокко XVII—XVIII веков, поскольку хорошо отражает идеи монументальности, представительности, парадности, и соответствует потребностям дворцового церемониала. Анфилады обычно размещали на втором, парадном этаже (итал. piano nobile) дворца, городского особняка (отеля). К такой анфиладе с первого этажа вела парадная лестница, от её верхней площадки начиналась анфилада представительских помещений: аванзал, аудиенц-зал, тронный зал. Подобную планировку отражает «Невская анфилада» помещений второго этажа Зимнего дворца в Санкт-Петербурге, начинающаяся от двусветной Иорданской лестницы.
Идея «взаимопроникающих пространств» особенно характерна для архитектуры западноевропейского барокко, в которой на смену центрическим симметричным композициям приходит понимание динамической организации архитектурной композиции типа «продвижения в пространстве».
В городских особняках и в домах усадебной провинциальной архитектуры русского классицизма также часто устраивали анфилады, обычно имевшие не парадный, а домашний, камерный характер. Мода на анфилады породила своеобразную жанровую разновидность в искусстве живописи, обозначенную часто повторяющимся названием картин: «В комнатах». Этот жанр получил распространение, как в западноевропейском бидермайере, так и в русской живописи, например у художников школы Венецианова.
В советской архитектуре анфиладная компоновка помещений применялась при проектировании фойе театра оперы и балета имени А. Навои в Ташкенте, в здании Московского госуниверситета на Ленинских горах, в Новосибирском театре оперы и балета и во многих других постройках .
Парковая анфилада — понятие из ландшафтной архитектуры, которое обозначает последовательный ряд элементов (цветников, полян, лужаек), расположенных вдоль одной оси и разделённых плотными рядами деревьев.

## Примеры анфилад в западноевропейской архитектуре
- Версаль;
- Сан-Суси;
- Вюрцбургская резиденция.